# Nanji, Anhui
Nanji är en socken i östra Kina. Den ligger i Ningguo i staden Xuancheng i provinsen Anhui, omkring 240 kilometer sydost om provinshuvudstaden Hefei. Antalet invånare är 8 913. Befolkningen består av 4 120 kvinnor och 4 793 män. Barn under 15 år utgör 10,0 %, vuxna 15-64 år 75 %, och äldre över 65 år 13,0 %.